# Ана Палеолог (кћерка Андроника Анђела Палеолога)
Ана Палеологина (грчки: Αννα Παλαιολογινα) била je деспина супруга (василиса) Епирске деспотовине као жена деспота Јована II Орсинија. Била је намесница свог сина деспота Нићифора II Орсинија 1337–1338. године. Касније се удала за господара Валоне, деспота Јована Комнина Асена.

## Биографија
Била је ћерка византијског аристократе, протовестијара Андроника Анђела Палеолога, унука епирског владара Михаила II Комнина Дуке и византијског цара Михаила VIII Палеолога. Удала се за епирског деспота Јована II Орсинија, 1323. године. Заједно су имали сина Нићифора II и ћерку царицу Томаису Немањић. 
Она је отровала свог мужа 1337. године, и постала је намесница свом малолетном сину, Епир је био нападнут и анектиран од стране Византинаца 1338. године. Деспина Ана је као затвореница одведена у Солун, одакле је побегла 1341. године. Успела је да стигне до епирске престонице Арте, али ју је локални византијски гувернер Јован Анђел ставио у кућни притвор.
Када су Епир освојили Срби под царем Стефаном Душаном Немањићем 1347. године, Ана је ослобођена. У 1350. године, удала се за господара Валоне деспота Јована Комнина Асена. Негде после 1363. године, отишла је да живи са својом ћерком Томаисом и својим зетом царем Симеоном Урошем у престоницу Трикалу.
- Trapp, Erich; Beyer, Hans-Veit; Walther, Rainer; Sturm-Schnabl, Katja; Kislinger, Ewald; Leontiadis, Ioannis; Kaplaneres, Sokrates (1976–1996). Prosopographisches Lexikon der Palaiologenzeit (in German). Vienna: Verlag der Österreichischen Akademie der Wissenschaften.  3-7001-3003-1.